# UGC 3855
UGC 3855 ist eine Spiralgalaxie im Sternbild Luchs. 

Viele junge blaue Sterne sind über die kreisförmigen Muster der Arme von UGC 3855 verstreut, kontrastiert und ergänzt durch dunkle Staubbahnen, die ebenfalls der Spiralstruktur folgen. 